# 第6軍 (ドイツ軍)
第6軍（独：Deutsche 6. Armee）は、第一次世界大戦、第二次世界大戦時のドイツ軍の部隊である。スターリングラード攻防戦で包囲殲滅されたことで知られる。

## 第一次世界大戦
第一次世界大戦が勃発すると、バイエルン王太子ルプレヒトが司令官、クラフト・フォン・デルメンジンゲンが参謀長に着任した。プラン17が行われている間、西部戦線中央に配置され、ロレーヌ防衛を行った。
1914年8月、ロレーヌの戦いで、第6軍はフランス軍を誘導するための偽装撤退を行い、フランス軍の攻撃を持ちこたえた。
西部戦線で手詰まりが発生し、お互いが塹壕を築きはじめると、第6軍は北フランスに拠点を置いた。1915年9月24日、第6軍はイギリス軍による初の塩素系毒ガス攻撃の目標となっていた。これによる多大な犠牲者を出したにもかかわらず第6軍は持ちこたえ、イギリス軍の攻撃も数日後には行き詰まっていた。
1917年3月、ヴィミーリッジの戦い（Vimy Ridge）の際、第6軍はイギリス、カナダ両軍の攻撃目標であった。第6軍はそのとき、ルートヴィッヒ・フォン・ファルケンハウゼンの指揮下にあったが、戦いにより20,000名以上の犠牲者を出すことになり、カナダ軍に押し戻された。敗戦の責任を問われ、ファルケンハウゼンは解任された。

### 司令官
| 着任   | 離任   | 階級（当時） | 氏名                                       |
| ------ | ------ | ------------ | ------------------------------------------ |
| 1914年 | 1916年 | 陸軍元帥     | ルプレヒト王太子                           |
| 1916年 | 1918年 | 大将         | ルートヴィッヒ・フォン・ファルケンハウゼン |

## 第二次世界大戦

### 西部戦線
当初、第10軍（司令官ヴァルター・フォン・ライヒェナウ砲兵大将）として編成され、その活動の主要目的はポーランド侵攻中にドイツ西側国境のイギリス、フランス軍の侵攻を防ぐものであった。ポーランド侵攻作戦終了後の1939年10月10日に第6軍へ改名された。
低地諸国への侵攻の間、第6軍は降下猟兵部隊と連携を行い、ベルギーの戦いではエバン・エマール要塞、リエージュ、ナミュールで各防衛線を突破した。
フランス侵攻の最終局面ではノルマンディー海岸沿いのドイツ軍北方側面を担当、1940年6月12日、パリ占領作戦に関与していた。

### 東部戦線
1941年6月22日、ドイツ軍がソビエト連邦侵攻を開始すると、第6軍は南方軍集団の先鋒として参加した。1942年1月、陸軍元帥に昇進したライヒェナウは心臓発作を起こし、病院へ搬送するため航空機で運ばれたが、途中、航空機が事故を起こしたため死亡、後任の司令官にはフリードリヒ・パウルス装甲兵大将が参謀長から昇格・昇任した。
1942年春、第6軍は第二次ハリコフ攻防戦で勝利を収めた後、夏季攻勢のブラウ作戦では、ボルガ河に到達してスターリングラードを攻略する任務を与えられたが、ソ連軍の頑強な抵抗でスターリングラードでは熾烈な市街戦が11月まで続いた。
1942年11月19日に始まったソ連軍の反攻作戦、ウラヌス作戦により、第6軍の南北を守るルーマニア第3軍と第4軍は撃破されて、第6軍はスターリングラードで包囲された。包囲された第6軍の補給のため、空軍は空輸作戦を行ったが、ソ連空軍の妨害や対空砲などにより、補給は第6軍の戦力維持レベルとする700トン/日の半分にも届かない状態であった。第6軍を救出するため、ドン軍集団（エーリッヒ・フォン・マンシュタイン元帥）は、12月12日に冬の嵐作戦を発動したが、結局、失敗に終わった。ドイツではそれまで降伏した元帥は存在しなかったため、ヒトラーは1月に上級大将に昇進したばかりのパウルスを、名目だけであるが1943年1月31日に元帥に昇進させた。これは、パウルスに暗に自決するよう示唆したものであったが、クリスチャンのパウルスは自決せず、ソ連軍に降伏した。カール・シュトレッカー（Karl Strecker）歩兵大将の指揮にあったXI軍団の残存部隊も、スターリングラード北方のトラクター工場で2月2日に降伏し、第6軍は全滅した。
1943年3月5日、カール＝アドルフ・ホリット歩兵大将を司令官に任命、ホリット軍支隊を主幹として第6軍は再編成された。新設第6軍は南方軍集団、1944年4月からは南ウクライナ軍集団の一部としてウクライナ、ルーマニアで戦った。第6軍は、ソ連軍のヤッシー＝キシニョフ攻勢において包囲され、再び殲滅されたが、軍司令部は存続した。
1944年10月、マクシミリアン・フレッター・ピコ砲兵大将の指揮下であった第6軍はデブレツェンの戦い（Battle of Debrecen）においてイッサ・プリーエフ指揮下のプリーエフ機動集団所属の3個ソビエト戦車軍団を殲滅した。この戦いの間、第6軍はハンガリー第2軍を支配下においており、これらをまとめてフレッター・ピコ軍集団（Armeegruppe Fretter-Pico）と呼ばれていた。
1944年12月、司令官にヘルマン・バルク装甲兵大将が着任した。1945年1月、ブダペストで包囲されていた第9SS山岳軍団が第6軍に配属された。また、ヘルベルト・オットー・ギレ親衛隊大将率いる第4SS装甲軍団も第6軍の所属となり、コンラート作戦（ブダペストに包囲された部隊を救出する作戦）が102日間、包囲されていたブダペストにおいて開始された。
第3コンラッド作戦の失敗の後、第6軍はバルク軍集団（Armeegruppe Balck）の一部となり、バルク軍集団はバラトン湖近辺に退却していた。第6軍が攻撃を左側面で行う間、シュトゥールヴァイセンブルク近辺において第3装甲軍団を含むいくつかの所属部隊は春の目覚め作戦に参加していた。春の目覚め作戦が失敗に終わると、第6軍はソビエト赤軍による大攻勢（1945年3月15日のウィーン作戦）まで防衛線を保持した。しかし、この攻撃により、第4SS装甲軍団とハンガリー第3軍の間が分断され、第6軍の防衛線は崩壊することとなった。
1945年3月末までに第6軍はウィーンへ退却、その後、残存部隊は1945年5月9日にアメリカ軍に降伏した。

### 司令官
| 着任           | 離任           | 階級       | 氏名                                                     |
| -------------- | -------------- | ---------- | -------------------------------------------------------- |
| 1939年10月10日 | 1941年12月29日 | 陸軍元帥   | ヴァルター・フォン・ライヒェナウ                         |
| 1941年12月30日 | 1943年2月3日   | 陸軍元帥   | フリードリヒ・パウルス                                   |
| 1943年3月5日   | 1944年4月7日   | 上級大将   | カール＝アドルフ・ホリット Karl Adolf Hollidt            |
| 1944年4月8日   | 1944年7月16日  | 砲兵大将   | マクシミリアン・デ・アンゲリス Maximilian de Angelis     |
| 1944年7月17日  | 1944年12月22日 | 砲兵大将   | マクシミリアン・フレッター＝ピコ Maximilian Fretter-Pico |
| 1944年12月23日 | 1945年5月8日   | 装甲兵大将 | ヘルマン・バルク                                         |

## 文献
- 山崎雅弘『ドイツ軍名将列伝鉄十字の将官300人の肖像』（学研M文庫、2009年） ISBN 4-05-90123-51